# De Marne
De Marne war eine Gemeinde in den Niederlanden, Provinz Groningen. Sie hatte 10.006 Einwohner (Stand 30. September 2018), verteilt über 21 kleine Dörfer. Die wichtigsten davon waren Eenrum, Kloosterburen, Lauwersoog, Leens, Pieterburen, Ulrum, Wehe-den Hoorn und Zoutkamp. Die Gemeinde fusionierte zum 1. Januar 2019 mit Bedum, Winsum sowie Eemsmond. Der Name der neuen Gemeinde lautet Het Hogeland.

## Name und Lage
Die Gemeinde entstand im Jahre 1990 auf Grund einer Zusammenlegung der vormaligen Gemeinden Eenrum, Kloosterburen, Leens und Ulrum. Sie nannte sich zum Zeitpunkt ihres Zusammenschlusses nach einem ihrer größten Orte Ulrum, änderte aber zwei Jahre später den Namen in den des Landesteils Marne des ehemaligen friesischen Gaus Hunsingo, auf dem sich der größte Teil der Gemeinde erstreckt.
De Marne lag nahe dem niederländischen Wattenmeer, großenteils im sogenannten Hogeland, und hat viele regiontypische Wasserwege und Kanäle. Die Wasserläufe, von denen einige „Mare“ genannt werden, werden u. a. für Bootsfahrten genutzt.

## Wirtschaft und Tourismus
Die Landwirtschaft ist der Haupterwerbszweig der Gegend. Es gibt jedoch auch Fischerei und etwas Industrie. Fast alle diese Dörfer entstanden um eine mittelalterliche Kirche auf einer Warft (niederländisch Wierde).
Touristisch erschlossen, birgt die Region neben Unterkünften und Gastronomie namhafte Fernwanderwege, Wattwanderungen und Radwege.
2012 zählte die Gemeinde 200.000 Übernachtungen.
Besucherzahl der Touristenziele in De Marne
| Name der Touristenzieles  | Ort         | Jahr der Erhebung | Besucherzahl |
| ------------------------- | ----------- | ----------------- | ------------ |
| Lauwersmeer               |             | 2010              | 1.800.000    |
| Lauwersoog                |             | 2010              | 1.000.000    |
| Seehundeauffangstation    | Pieterburen | 2014              | 110.000      |
| Teefabrik                 | Houwerzijl  | 2010              | 50.000       |
| Käserei Wilhelmina        | Eenrum      | 2010              | 44.500       |
| DoeZoo (Insekten)         | Leens       | 2012              | 42.000       |
| Landgut Verhildersum      | Leens       | 2014              | 23.742       |
| Senfherstellung Abraham’s | Eenrum      | 2010              | 7.500        |
| Pfarreigärten             | Pieterburen | 2012              | 6.000        |
| Fischereimuseum           | Zoutkamp    | 2012              | 4.000        |

## Die zehn wichtigsten Dörfer
In Klammern die Einwohnerzahl (Stand: 31. Dezember 2014):
- Eenrum (1490): malerisches Dorf, auf einer „wierde“ (Warft) gelegen, verfügt über einen Yachthafen und einige kleine Museen
- Leens (1791): alter Name: Lydenze = an dem Wasserlauf gelegen, Sitz der Gemeindeverwaltung, Kirche aus dem 11. Jahrhundert, Landsitz („borg“) Verhildersum
- Wehe-den Hoorn (780): protestantisch-katholisches Zwillingsdorf, „Wehe“ kommt von altsächsisch wiha: geweihte Stätte
- Ulrum (1387): größtes Dorf der Gemeinde, auf zwei Warften gebaut. Der reformierte Dorfpfarrer aus dem Jahr 1834, De Cock, begann eine Kirchentrennung (siehe: Niederländisch Reformierte Kirche)
- Zoutkamp (1213): entstanden an einer Stelle der Wattenmeerküste, wo früher Meersalz gewonnen wurde, Zwischen 1575 und 1884 Festung, ehemaliges Fischerdorf, Jachthafen beim eingedeichten Lauwersmeer
- Pieterburen (345): touristisch das wichtigste Dorf der Gemeinde, mit einer Auffangstelle für verwaiste Seehunde namens Zeehondencreche Pieterburen, Ausgangspunkt für Bootsfahrten und Wattwanderungen auf dem Wattenmeer, Anfangspunkt des etwa 490 km langen Fernwanderwegs „Pieterpad“, der von Pieterburen zum Pietersberg bei Maastricht verläuft
- Kloosterburen (668): katholische Enklave im protestantischen Groninger Land. Von 1163 bis 1595 gab es ein Mönchskloster, von 1204 bis 1960 ein Nonnenkloster, welches aktuell als Hotel genutzt wird
- Warfhuizen (275): In der Eremitenkirche wird die Mutter Gottes besonders verehrt, weswegen Warfhuizen auch der nördlichste Marienwallfahrtsort Europas genannt wird
- Lauwersoog (129): nach der Eindeichung des Meerbusens Lauwerszee zum Lauwersmeer 1969 entstanden, Fischereihafen an der Grenze zur Provinz Friesland
- Zuurdijk (100): in der zweiten Hälfte des 18. Jahrhunderts und im 19. Jahrhundert als „Boerenrepubliek“ (Bauernrepublik) bekannt, die von sieben reichen Familien (mit einem Vermögen von mehr als 100.000 Gulden) regiert wurde. Für die Landarbeiter der Großbauern wurden zwei Arbeiterkolonien angelegt: 1e Nijhoezen (1850) und 2e Nijhoezen (um 1870). Die mittelalterliche Zuurdijker Kirche wurde 1849 erweitert.[7] Infolge der Mechanisierung der Feldarbeit im 20. Jahrhundert verloren viele Landarbeiterfamilien ihre Arbeit und wanderten ab; Zuurdijk verlor dadurch einen Großteil seiner Einwohner.

Als „inoffizielles 22. Dorf“ gilt der Ort Marnehuizen nahe Lauwersoog. Er hat keine Einwohner und dient als militärisches Übungsgelände (Häuserkampf) des Niederländischen Heeres (siehe auch Truppenübungsplatz).

## Sehenswürdigkeiten
Sehenswürdigkeiten in der Gemeinde sind neben der Seehunde-Aufzuchtstation in Pieterburen und dem Wattwanderzentrum, Borg Verhildersum in Leens, Abrahams Senfmuseum in Eenrum sowie eine Vielzahl von Kirchen, Türmen, Gehöften, Wurten und denkmalgeschützten Dörfern. Ebenfalls bekannt sind die Kirchenorgeln von Orgelbauern wie Dirk Lohman, Arp Schnitger und Albertus Antonius Hinsz.
Das ungefähr 9.000 Hektar große Gebiet um den Lauwerssee entstand im Jahre 1969 nach der Abdämmung vom Meer und wird von Anglern, Vogelkundlern, Wanderern, Fahrradfahrern und Wassersportlern genutzt.

## Bilder

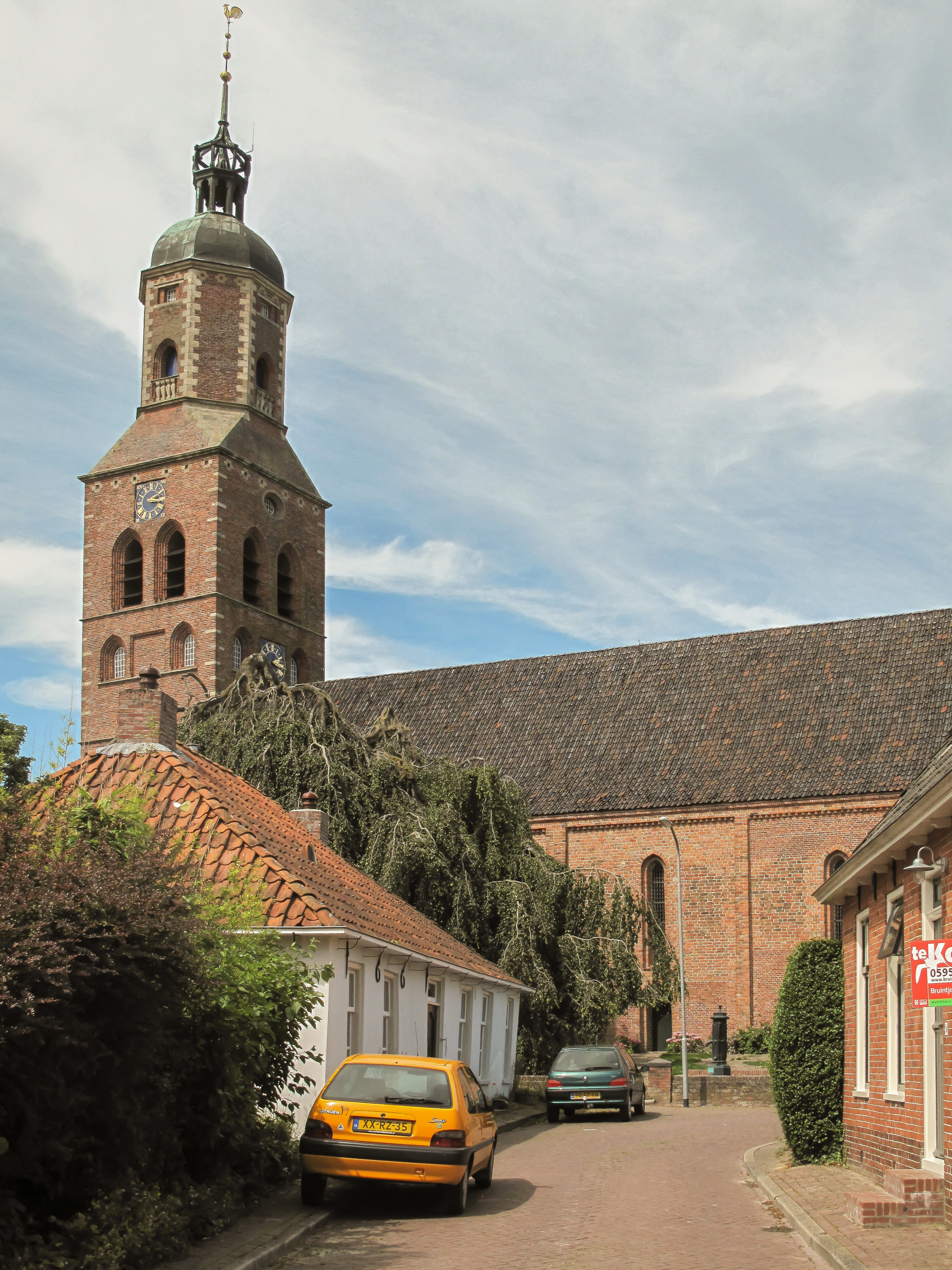
Eenrum, reformierte Kirche
Pieterburen, Petruskirche
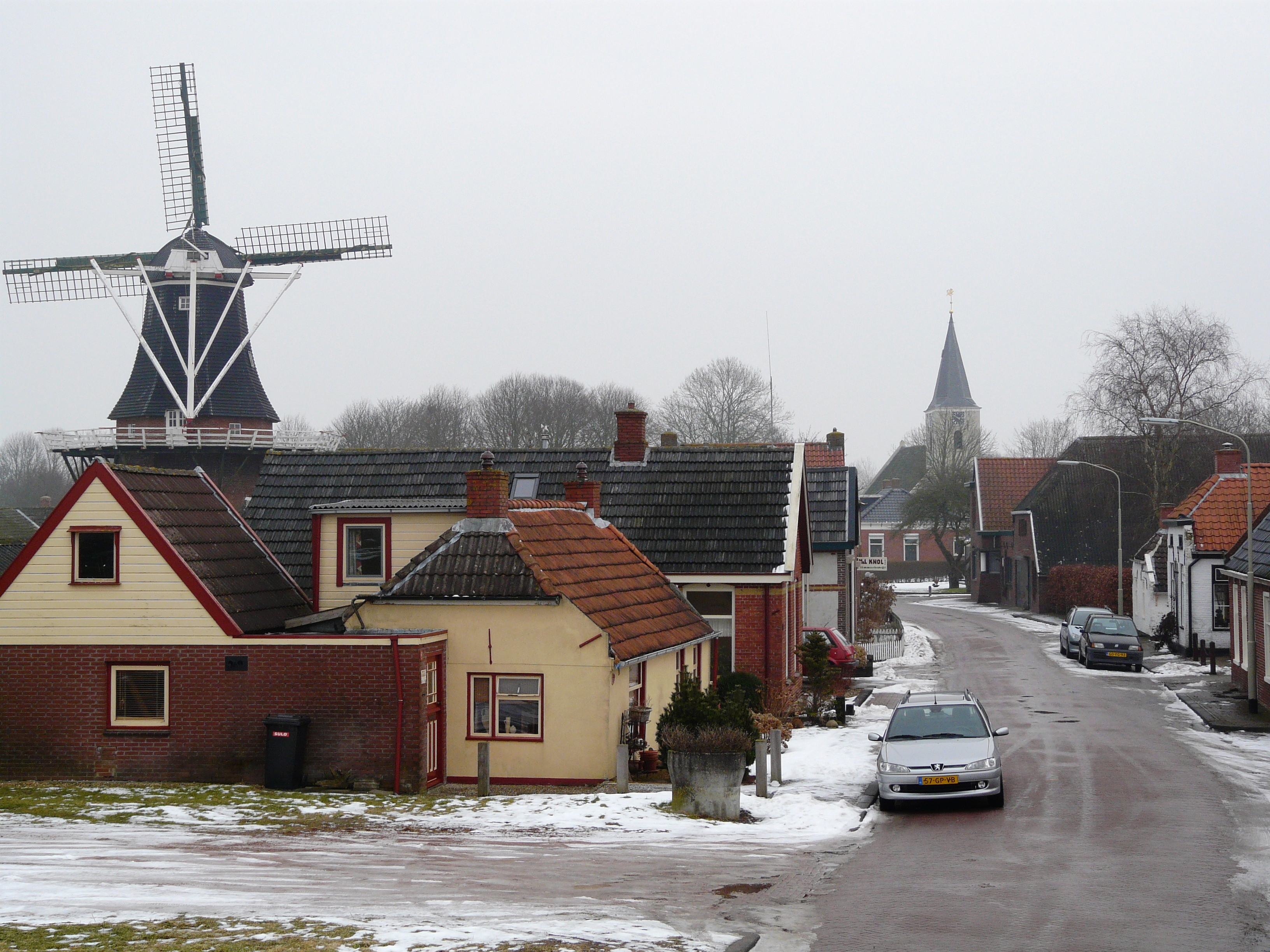
Vierhuizen
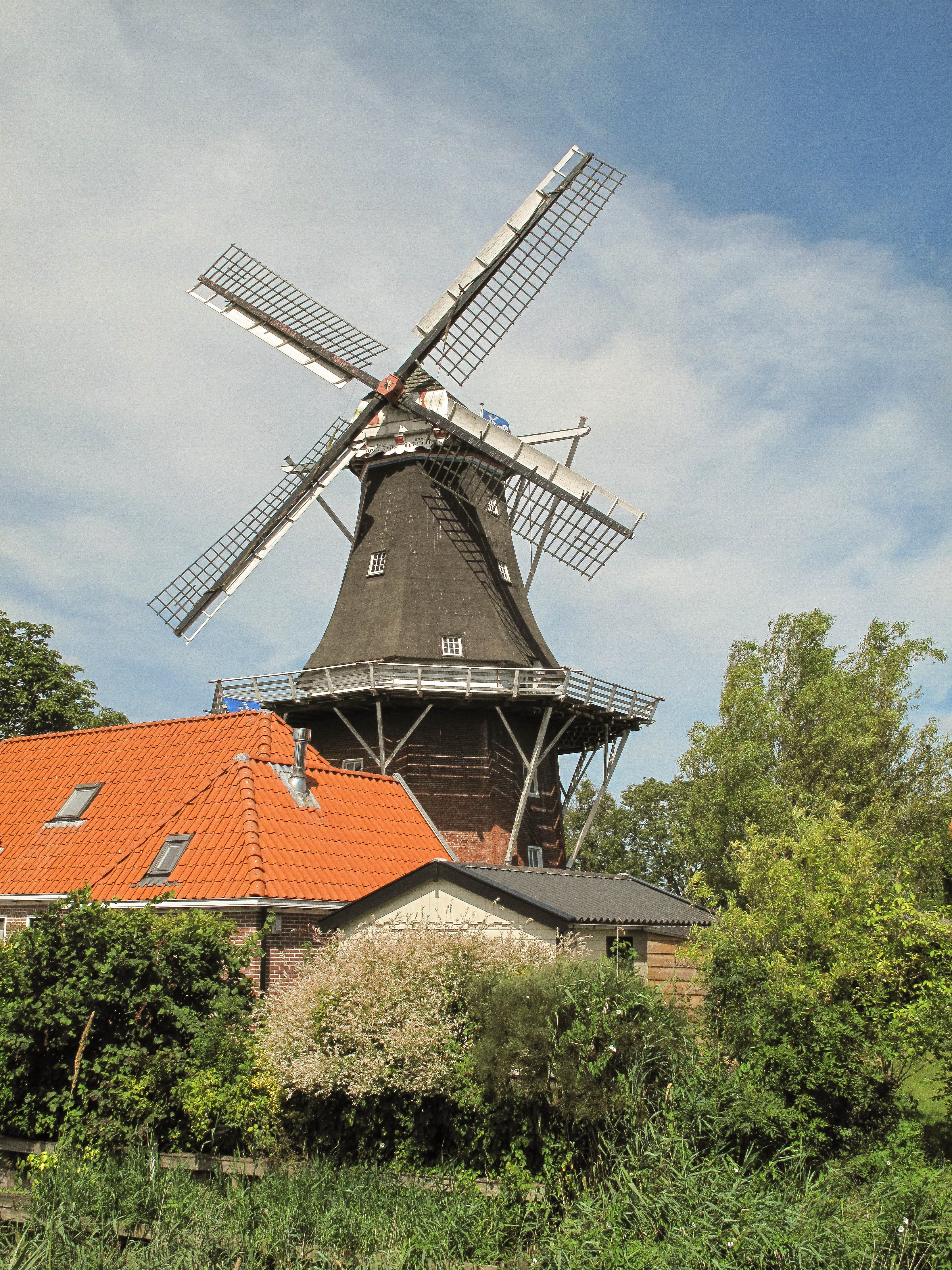
Mensingeweer: Korn- und Schälmühle Hollands Welvaart

## Politik

### Fusion
De Marne wurde zum 1. Januar 2019 mit Bedum, Winsum und Eemsmond zur neuen Gemeinde Het Hogeland zusammengeschlossen.

### Sitzverteilung im Gemeinderat
Der Gemeinderat wird seit 2002 folgendermaßen gebildet:
| Partei       | Sitze | Sitze | Sitze | Sitze |
| Partei       | 2002  | 2006  | 2010  | 2014  |
| ------------ | ----- | ----- | ----- | ----- |
| CDA          | 3     | 3     | 4     | 4     |
| PvdA         | 4     | 5     | 4     | 3     |
| GroenLinks   | 2     | 2     | 2     | 3     |
| VVD          | 3     | 2     | 3     | 3     |
| ChristenUnie | 3     | 3     | 2     | 2     |
| Gesamt       | 15    | 15    | 15    | 15    |

Aufgrund der Fusion zum 1. Januar 2019 fanden die Wahlen für den Rat der neuen Gemeinde Het Hogeland am 21. November 2018 statt.

### Bürgermeister
Seit dem 7. Januar 2010 ist Koos Wiersma (CDA) amtierender Bürgermeister der Gemeinde. Zu seinem Kollegium zählen die Beigeordneten Kor Berghuis (CDA), Anne Marie Smits (GroenLinks), Mariette de Visser (PvdA) sowie die Gemeindesekretärin Jojo Bottema.

## Städtepartnerschaften
- Dötlingen (Deutschland), von 1986 bis 2019 (vor Gemeindezusammenschluss mit Ulrum)[12]